# TweetDeck
TweetDeck, actualmente en un proceso de cambio de marca a XPro, es una aplicación de escritorio escrita en Adobe AIR para Twitter, Facebook, LinkedIn, Google Buzz, Foursquare, y MySpace, lanzada el día 4 de julio de 2008. Como otras aplicaciones para Twitter, interactúa con la API de Twitter para permitir a los usuarios ver y enviar tuits y ver sus perfiles. Es la aplicación para Twitter más popular, con una cuota de mercado de un 19% a junio de 2009, solo por detrás de la web oficial de Twitter con un 45,70% de mercado a la hora de tuitear. Es compatible con diversos sistemas operativos incluyendo Microsoft Windows, Mac OS X y Linux. Una versión para iPhone fue lanzada el 19 de junio de 2009 y una para iPad fue lanzada en mayo de 2010. Una versión para Android se hizo pública después de un período abierto en fase beta.

## Interfaz de usuario
Los usuarios pueden dividir la interfaz en columnas que muestran diferentes apartados, por ejemplo, tuits de amigos. TweetDeck interactúa con Twitscoopy Stocktwits, todas ellos pudiendo aparecer en diferentes columnas. También permite dividir a diversos usuarios en grupos, una función útil para muchos usuarios. El programa permite acortar URLs desde su propia interfaz haciendo un clic sobre el enlace.

## Integración con otras redes sociales
Originalmente TweetDeck fue dirigido hacia el Twitter de los servicios de red social, luego se amplió a otras redes sociales. 
- El 16 de marzo de 2009 una versión prelanzamiento fue liberada incluyendo las actualizaciones de los estados de Facebook.[7][8]
- El 8 de abril de 2009 las actualizaciones de Facebook forman parte del programa estándar.[9]
- A la llegada de la versión 0.30 se añade la integración con MySpace.[10] Esto incluye la capacidad de que los usuarios compartan sus estados de ánimo, una característica única de MySpace.
- El 30 de noviembre de 2009, la versión 0.32 añade la integración con LinkedIn y nuevas prestaciones de Twitter.[11]
- En mayo de 2010 TweetDeck añadió la integración con Google Buzz y Foursquare.